# Mauléon, Deux-Sèvres
Mauléon är en kommun i departementet Deux-Sèvres i regionen Nouvelle-Aquitaine i västra Frankrike. Kommunen ligger i kantonen Mauléon som tillhör arrondissementet Bressuire. År 2022 hade Mauléon 8 585 invånare.

## Befolkningsutveckling
Antalet invånare i kommunen Mauléon
| Referens: INSEE |